# Правые Гайны
Правые Гайны — деревня в Сюмсинском районе Удмуртской республики.

## География
Находится в западной части Удмуртии на расстоянии приблизительно 7 км на восток-юго-восток по прямой от районного центра села Сюмси.

## История
Известна с 1873 года как починок Толошур (Гайны) с 13 дворами. В 1893 году 25 дворов, в 1926 — 17 (уже нынешнее название). До 2021 года входила в состав Дмитрошурского сельского поселения.

## Население
Постоянное население составляло: 94 человека (1873), 169, все удмурты (1893), 125 (1926), 205 в 2002 году (удмурты 81 %), 144 в 2012.